# Пегу (Абрантеш)
Пегу (порт. Pego) — район (фрегезия) в Португалии, входит в округ Сантарен. Является составной частью муниципалитета Абрантеш. По старому административному делению входил в провинцию Рибатежу. Входит в экономико-статистический субрегион Медиу-Тежу, который входит в Центральный регион. Население составляет 2570 человек на 2001 год. Занимает площадь 36,08 км².
Покровителем района считается Святая Лусия (порт. Santa Luzia).